# Paraluederwaldtia bituberculata
Genre
Espèce
Synonymes
- Neopucrolia bituberculata Mello-Leitão, 1922

Paraluederwaldtia bituberculata, unique représentant du genre Paraluederwaldtia, est une espèce d'opilions laniatores de la famille des Gonyleptidae.

## Distribution
Cette espèce est endémique du Brésil. Elle se rencontre dans les États de São Paulo et de Rio de Janeiro.

## Description
La femelle syntype mesure 7 mm.

## Systématique et taxinomie
Cette espèce a été décrite sous le protonyme Neopucrolia bituberculata par Mello-Leitão en 1922. Elle est placée dans le genre Paraluederwaldtia par Mello-Leitão en 1927.

## Publications originales
- Mello-Leitão, 1922 : « Some new Brazilian Gonyleptidae. » Annals and Magazine of Natural History, sér. 9, vol. 9, p. 329–348 (texte intégral).
- Mello-Leitão, 1927 : « Generos novos de Gonyleptideos (Nota previa). » Boletim do Museu Nacional, vol. 3, p. 13–22.